# Zuzana Fialová
Zuzana Fialová (* 17. Mai 1974 in Bratislava) ist eine slowakische Moderatorin und Schauspielerin, welche sowohl in Filmen als auch auf der Theaterbühne aktiv ist.

## Leben
Zuzana Fialová studierte zuerst am Konservatorium Bratislava Musik und Schauspiel und danach an der Hochschule für Musische Künste Bratislava (VŠMU) Schauspiel. Sie ist Mitglied am Slowakischen Nationaltheater. Ihr Debüt als Filmschauspielerin gab sie in dem 1989 veröffentlichten tschechoslowakischen Fernsehfilm Posledné hry, wo sie die Rolle Eva verkörperte. Es folgten weitere Rollen in Fernseh- und Kinofilmen. Zudem wurde sie auch als Moderatorin eingesetzt. Ihr Debüt in dieser Position gab sie in der slowakischen Fernsehsendung Level majstrov, welche auf dem ehemaligen slowakischen Fernsehsender Vaša televízia ausgestrahlt wurde. Sie führte dabei gemeinsam mit Jozef Pročko durch die Sendung, welche sich mit Computerspielen auseinandersetzte. In der Folge wirkte Zuzana Fialová als Nebendarstellerin in dem mit mehreren Böhmischen Löwen prämierten Film Frühling im Herbst mit. Im Jahr 2006 nahm sie an der ersten Staffel der slowakischen Ausgabe von Let’s Dance teil. Sie und ihr Tanzpartner Peter Modrovský erreichten das Finale und konnten sich dort gegen den slowakischen Kanuten Juraj Bača und seine Tanzpartnerin durchsetzen. In der Folge wirkte sie auch in anderen Funktionen bei der Sendung mit. In der zweiten und sechsten Staffel, welche 2008 und 2016 ausgestrahlt wurden, gehörte sie zur Jury der Show. Im Jahr 2009 übernahm sie gemeinsam mit Martin Rausch die Moderation der Show.
Am 24. Januar 2011 wurden Zuzana Fialová und ihr damaliger Freund, der Schauspieler Ľuboš Kostelný, beim Terroranschlag am Flughafen Moskau-Domodedowo verletzt. Die Schwester von Ľuboš Kostelný, welche ebenfalls mit nach Moskau gereist war, blieb unverletzt. Im selben Jahr wurde der tschechisch-slowakische Film Lidice, welcher auch unter dem deutschen Titel Das Massaker von Lidice bekannt ist, veröffentlicht. In dem Film, welcher sich mit der Zerstörung der gleichnamigen Stadt im Zweiten Weltkrieg auseinandersetzt, verkörpert Zuzana Fialová an der Seite von Karel Roden die Hauptrolle Marie Vanková. Zudem wirkte sie auch in dem polnischen Spielfilm Pokłosie von Władysław Pasikowski mit, welcher auch unter dem internationalen Titel Aftermath bekannt ist. Der Film wurde unter anderem auf dem Polnischen Filmfestival Gdynia gezeigt und erhielt dort den Pressepreis.
Zuzana Fialová ist aber nicht nur in Spielfilmen als Schauspielerin aktiv, sondern wirkt auch bei Fernsehserien mit. Unter anderem wirkte sie zwischen 2009 und 2011 in allen Folgen der slowakischen Fernsehserie Keby bolo keby mit. Zudem hatte sie in der slowakischen Fernsehserie Delukse und der slowakisch-ukrainischen Fernsehserie Slovania wichtige Rollen verkörpert. Aktuell ist sie in der slowakischen Serie Klamstvo zu sehen, welche seit dem 20. Februar 2023 auf TV Markíza ausgestrahlt wird.

## Familiäres
Zuzana Fialová ist geschieden und hat einen 1997 geborenen Sohn.